# Borek (powiat nakielski)
Borek – dawna osada leśna w Polsce położona w województwie kujawsko-pomorskim, w powiecie nakielskim, w gminie Sadki.
Nazwa zniesiona 1.01.2021 r.
21 października 1874, w rodzinie leśnika Józefa Łukomskiego w Borku urodził się Stanisław Kostka Łukomski.
W latach 1975–1998 miejscowość administracyjnie należała do województwa bydgoskiego.